# Classements annexes de la coupe du monde masculine de basket-ball 2019
Les classements annexes de la Coupe du monde de basket-ball masculin 2019 présentent les top 5 et top 10 dans différents domaines statistiques de cette compétition.

## Statistiques Joueurs

### Meilleurs marqueurs
|    | Nom du Joueur     | Pays             | Pts/Match | Points | Matchs |
| -- | ----------------- | ---------------- | --------- | ------ | ------ |
| 1  | Ra Gun-ah (en)    | Corée du Sud     | 23,0      | 115    | 5      |
| 2  | Bogdan Bogdanović | Serbie           | 22,9      | 183    | 8      |
| 3  | Corey Webster     | Nouvelle-Zélande | 22,8      | 114    | 5      |
| 4  | Patty Mills       | Australie        | 22,8      | 182    | 8      |
| 5  | Dar Tucker        | Jordanie         | 21,0      | 105    | 5      |
| 6  | Cedi Osman        | Turquie          | 20,4      | 102    | 5      |
| 7  | Evan Fournier     | France           | 19,8      | 158    | 5      |
| 8  | Dennis Schröder   | Allemagne        | 19,6      | 98     | 5      |
| 9  | Melih Mahmutoğlu  | Turquie          | 18,6      | 93     | 5      |
| 10 | Isaac Fotu        | Nouvelle-Zélande | 18,4      | 92     | 5      |

### Meilleurs passeurs
|    | Nom du Joueur       | Pays                   | Passes/Match | Passes d. | Matchs |
| -- | ------------------- | ---------------------- | ------------ | --------- | ------ |
| 1  | Dennis Schröder     | Allemagne              | 9,4          | 47        | 5      |
| 2  | Tomas Satoransky    | République tchèque     | 8,5          | 68        | 8      |
| 3  | Facundo Campazzo    | Argentine              | 7,8          | 62        | 8      |
| 4  | Gelvis Solano       | République dominicaine | 6,6          | 33        | 5      |
| 5  | Scottie Wilbekin    | Turquie                | 6,5          | 26        | 5      |
| 6  | Matthew Dellavedova | Australie              | 6,3          | 50        | 8      |
| 7  | Heissler Guillént   | Venezuela              | 6,2          | 31        | 5      |
| 8  | Ricky Rubio         | Espagne                | 6,8          | 48        | 8      |
| 9  | Joe Ingles          | Australie              | 5,6          | 45        | 8      |
| 10 | Corey Webster       | Nouvelle-Zélande       | 5,6          | 28        | 5      |

### Meilleurs rebondeurs
|    | Nom du Joueur         | Pays               | Reb./Match | Rebonds | Matchs |
| -- | --------------------- | ------------------ | ---------- | ------- | ------ |
| 1  | Ra Gun-ah (en)        | Corée du Sud       | 12,8       | 64      | 5      |
| 2  | Hamed Haddadi         | Iran               | 10,8       | 54      | 5      |
| 3  | Salah Mejri           | Tunisie            | 10,2       | 51      | 5      |
| 4  | Rudy Gobert           | France             | 9,1        | 73      | 8      |
| 5  | Giannis Antetokounmpo | Grèce              | 8,8        | 44      | 5      |
| 6  | Jonas Valanciunas     | Lituanie           | 8,8        | 44      | 5      |
| 7  | Yanick Moreira        | Angola             | 8,6        | 43      | 5      |
| 8  | Andray Blatche        | Philippines        | 8,4        | 42      | 5      |
| 9  | Ondřej Balvín         | République tchèque | 8,4        | 67      | 8      |
| 10 | Luis Scola            | Argentine          | 8,1        | 65      | 8      |